# Дрозофіла чорночерева
Дрозофіла чорночерева або звичайна плодова муха (Drosophila melanogaster) — двокрила комаха, що належить до ряду двокрилих або мух. Вид належить до родини Drosophilidae, часто відомої як «плодові мухи», проте ця ж назва також використовується для представників родини Tephritidae, що може привести до непорозумінь. Цей організм — один із найчастіше використовуваних модельних організмів в біології, зокрема для досліджень в генетиці, біології розвитку, фізіології і еволюції.
Drosophila melanogaster була завезена на кожен континент світу, за винятком Антарктиди. На інших континентах ареал виду обмежений лише гірськими хребтами, пустелями та високими широтами. Природний ареал D. melanogaster — тропіки Старого Світу. Люди допомогли розповсюдженню D. melanogaster у всіх інших місцях її проживання.